# خطر (آلبوم مگادث)
«خطر» (به انگلیسی: Risk) آلبومی از مگادث است که در ۳۱ اوت ۱۹۹۹ منتشر شد.